# 光達距離
光達距離（こうたつきょり）とは、灯台の光が届く距離のこと。単位は海里で表され、以下の3種類がある。
1. 光学的光達距離（こうがくてきこうたつきょり） ：光源光度、視程、限界可視照度から算出される。視程を18ないし23海里（透過率0.85）、実効光度（限界可視照度）を2×10-7ルクスとする。最も条件が良いとき（例えば月明かりや霞が無く波が穏やかな快晴の夜）などに灯台の光が到達可能とされる距離である。
2. 名目的光達距離（めいもくてきこうたつきょり）：同じく光源光度、視程、限界可視照度から算出されるが、視程を10海里（透過率0.74）、実効光度は同じく2×10-7ルクスとしている。晴天の暗夜に灯台の光がおよそ実用的に目視できる距離である。従来は、光源を不動光として計算されていたが、
3. 上記の2.を国際基準に合わせる為に、平成14年4月1日以降は、光源をリズム光（点滅する）として計算したものを使用しており、これを「実効光度を用いた名目的光達距離」と呼んでいる。
4. 地理的光達距離（ちりてきこうたつきょり）：灯台の光が水平線に隠れない距離で、眼高と灯高のみから算出される。眼高をhm, 灯高をHmとすると{\displaystyle 2.083\left({\sqrt {h}}+{\sqrt {H}}\right)}海里と計算される。（灯台表や海図には、眼高を平均水面上5メートルとして計算した数値を使用している。）

海上保安庁が発行する「灯台表」には、上記の内、3.と2.に加えて、1.と4.のどちらか小さい方の、3種類の光達距離が全て記載されており、海図には、従来は1.と4.のどちらか小さい方が記載されていたが、平成14年4月以降に刊行される海図には、3.と4.の内のどちらか小さい方が記載されることになった。
名目的到達距離の計算法は、国際基準に合わせるべく2003年（平成14年）4月1日に改正され、殆どの灯台や航路標識の「光達距離」がそれまでより小さくなった。日本の灯台で最も「光達距離」が長いとされてきた余部埼灯台（兵庫県美方郡香美町）は、それまでの39.5海里から23海里（約43km）に修正され、室戸岬灯台（高知県室戸市）の26海里（約49km）に日本一の座を明け渡すこととなった。しかし勿論、実際の灯台の光度が変更された訳ではない。